# Mexicans als Estats Units
Els mexicans als Estats Units o els mexicanoamericans són els nord-americans d'ascendència mexicana, grup que inclou tant els immigrants com els descendents de la població nadiua que ja ocupava el territori del Sud-oest dels Estats Units quan aquest fou annexat. Tot i que la denominació correcta és nord-americà d'origen mexicà.
Representen més del 12,5% de la població dels Estats Units: 30,7 milions de nord-americans que figuren com els seus avantpassats mexicans a partir del 2006, formant al voltant del 64% de tots els hispans i llatinoamericans dels Estats Units. Els Estats Units és la llar de la segona comunitat mexicana més gran en el món. La majoria dels mexicanoamericans són descendents d'europeus especialment els espanyols, i els pobles indígenes de Mèxic. Les concentracions d'assentaments de mexicanoamericans es troben en les àrees metropolitanes i rurals dels Estats Units, en general al sud-oest. No obstant això, moltes ciutats en el Sud i el Nord-est han registrat increments substancials en els mexicans nascuts a l'estranger i la població mexicanoamericana.

## Comunitats mexicanoamericanes
Hi ha grans poblacions d'origen mexicà per la mida i el percentatge en les ciutats de: 
- San Antonio, Texas - més de la meitat de la població de la ciutat.
- Los Angeles, Califòrnia - llar de més d'1 milió d'ascendència mexicana, altres 2 milions a tot el Comtat de Los Angeles. la ciutat amb més gran població mexicana als Estats Units.
- Santa Ana, California - prop de dues terceres parts són mexicans o hispans, la més gran comunitat mexicanoamericana de Califòrnia.
- San Diego, Califòrnia - una mica més d'una quarta part de la població de la ciutat és d'origen hispà, principalment mexicans nord-americans, però, aquest percentatge és el més baix de qualsevol ciutat fronterera important.
- El Paso, Texas - la més gran comunitat mexicanoamericana a la vora d'un estat de Mèxic.
- Chicago, Illinois - la més gran comunitat de mexicans fora d'un estat fronterer i la segona més gran als EUA.
- Houston, Texas - la tercera comunitat més gran de mexicans als Estats Units.
- Phoenix, Arizona - la quarta més gran població mexicanoamericana.
- Dallas, Texas - la cinquena més gran població mexicanoamericana i més d'1,5 milions de mexicans a l'àrea de Dallas-Fort Worth Metroplex (3a més gran d'estrangers de població mexicana nascuda als EUA per MSA).
- San Francisco Bay Area - també amb més d'un milió d'hispans, molts dels quals són mexicanoamericans, ambdós nascuts als EUA i nascuts a l'estranger (vegeu també Oakland prop de 10-20% d'hispans i de San Francisco - La secció de Mission District).
  - San José, Califòrnia - Gairebé un terç de la població de la ciutat és mexicanoamericana o d'origen hispà, San José té la major població d'origen mexicà en l'àrea de la Badia.

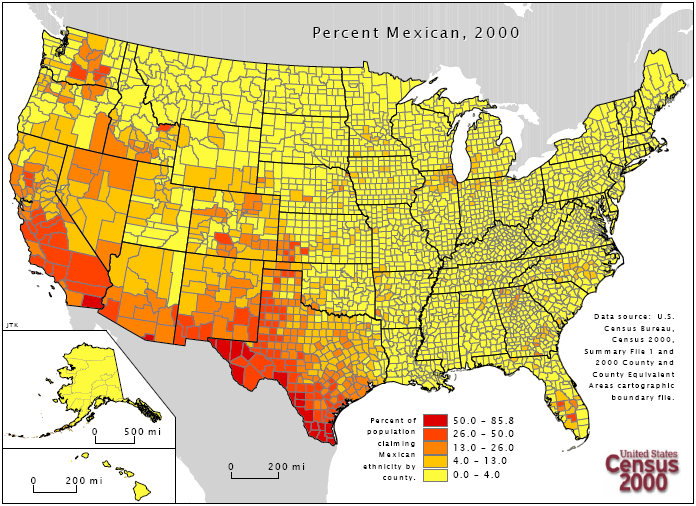
Percentatge de mexicans a cada comtat dels Estats Units